# Илија Рамадановић
Илија Рамадановић (Муо, 12. јун 1871 — Муо, 24. октобар 1951) которски добротвор, привредник и професор универзитета из племићке породице Рамадановић из Муа.

## Живот
Илија Рамадановић је рођен у Муо 12. јуна 1871. Пореклом из породице Рамадановић-Базељи, племићке породице из Дубровника, која потиче од породице Змајевић. од оца Александра и мајке Агате. Поред њега његови родитељи су такође имали сина Антонија, који је постао бискуп и ћерку Исабелу. Студирао је филозофију и старогрчки језик у Бечу,Атини и Риму, а докторирао је на Универзитету у Хајделбергу. Након смрти његовог оца, 1891. године добија титулу Конте (Гроф) Рамадановић, и сели се са породицом у Дубровник. У Дубровнику се жени сестром сестром Ива Војновића, Кристином. Због доласка парних бродова, породица Рамадановић, као и већина бокешких фамилија губи капитал на мору (Једрењаке). На позив кнеза Николе сели се на Цетиње где постаје саветник Кнеза Николе. Улаже породични капитал и постаје један од сувласника штампарије. Касније се сели у Подгорицу где отвара први хотел, Хотел Црна Гора (Тада: Хотел Звијезда). По избијању Великог Рата, враћа се у Котор, где вива постављен за суперинтенданта Которске Луке у чину Капетана. 1918. године, продаје Хотел италијанима и сели се у Београд, где постаје професор византијске реторике на Београдском универзитету. Постаје један од водећих чланова органиѕације Јадранска стража, као и члан владе задужен за Туризам, Приморје, и питања у вези са Далмацијом. Након убиства краља Александра, повлачи се из политике. Током Другог светског рата живи у Hовом Саду, а након завршетка и доласка Комунизма повлачи се у Муо где умире у врло скромним условима, 24. октобра 1951. Имао је двоје деце. Сахрањен је у католичкој цркви у свом родном месту. Целог живота се потписивао титулом "Конте"